# 沂河新区
沂河新区，是山东省省级新区，隶属于山东省临沂市，位于山东省东南部，临沂市中部。规划面积496平方公里，下辖原河东区芝麻墩街道、朝阳街道、梅埠街道、九曲街道、太平街道、凤凰岭街道、相公街道和原兰山区白沙埠镇，于2022年11月22日正式成立。

## 历史沿革
2020年3月，山东省重点工作攻坚年动员大会提出规划设立省级新区。政府决定在烟台、临沂、德州、菏泽开展省级新区试点。
2021年12月，山东省人民政府批复、山东省发展和改革委员会印发《临沂沂河新区发展规划》，明确提出建立沂河新区。
2022年11月22日，临沂市沂河新区揭牌，召开沂河新区有关情况介绍新闻发布会。

## 政治
2022年7月31日，临沂市人民政府引发《关于任免刘丽敏等工作人员职务的通知》，任命陈磊、张秀发为临沂沂河新区（临沂经济技术开发区、临沂综合保税区）管理委员会副主任（试用期一年），任命张成为、赵月峰为临沂沂河新区（临沂经济技术开发区、临沂综合保税区）管理委员会副主任。

## 行政区划
沂河新区下辖原河东区芝麻墩街道、朝阳街道、梅埠街道、九曲街道、太平街道、凤凰岭街道、相公街道和原兰山区白沙埠镇，规划面积496平方公里。东至沭河及相公街道、凤凰岭街道、太平街道东边界，南至分沂入沭水道，西至沂河及白沙埠镇西边界，北至205国道。

## 战略定位
《临沂沂河新区发展规划》指出，沂河新区是临沂对接长三角区域一体化战略桥头堡、鲁南跨越发展示范引领区、产城深度融合综合试验区，是临沂未来经济发展的重要增长极。
临沂市第十四次党代会报告中详细阐释了沂河新区的战略定位：作为全市“以功能服务发展”的平台聚集区，肩负着全市经济发展“发动机”的重大使命，要从决定未来全市发展境界的高度，对标尖端一流，塑造全新生态，重点加强与创新要素密集机构的合作，引进现代金融、科技服务、智能中介，培育新经济、强企业、大商务。

## 外部連結
- (PDF). 山东省发展和改革委员会. 2021-12-31 （中文）.[]